# Liste des épisodes de Sous le soleil de Saint-Tropez
Cette page présente la liste des épisodes de la série télévisée française Sous le soleil de Saint-Tropez.

## Liste des saisons
| Saison | Saison | Épisodes | Diffusion       | Diffusion     |
| Saison | Saison | Épisodes | Début de saison | Fin de saison |
| ------ | ------ | -------- | --------------- | ------------- |
|        | 1      | 16       | 2 mars 2013     | 8 juin 2013   |
|        | 2      | 16       | 2 février 2014  | 17 mai 2014   |

## Liste des épisodes
Dans la liste qui suit, "№" renvoie au numéro de l'épisode de la série globale, alors que "#" renvoie au numéro de l'épisode dans la saison en question.

### Saison 1 (2013)
| № | #  | Titre              | Réalisé par              | Écrit par                                         | Date de 1re diffusion |
| --- | -- | ------------------ | ------------------------ | ------------------------------------------------- | --------------------- |
| 1 | 1  | La revenante       | Adeline Darraux          | Brigitte Leclef & Eugénie Dard                    | 2 mars 2013           |
| Depuis l'assassinat de leur mère Caroline, Tom et Iannis vivent avec leur tante Emilie et leur cousine Lisa qui les ont recueillis et se sont installées à Saint-Tropez. À l'époque, c'est Jessica qui avait appelé Emilie pour lui annoncer le décès de sa sœur. Bien que quatre ans soient passés, Tom souffre toujours énormément de la disparition de sa mère, tout comme celle de son père, lui-aussi assassiné. Aussi lorsqu'il apprend la libération en appel de François, le meurtrier présumé de sa mère, après seulement quatre ans de prison, il décide de la venger et de rendre justice lui-même. C'est sans savoir que Caroline est de retour, à la recherche de ses fils. Elle apprend en se rendant dans l'ancienne villa de Jessica que cette dernière est repartie vivre aux États-Unis avec sa fille Audrey et qu'elle a revendu la plage "Le Saint-Tropez" à sa sœur Emilie. C'est là que travaille aussi Vincent de Boissière, devenu chorégraphe, son ancienne compagne Claudia, et sa nouvelle conquête et jeune recrue Roxanne. Très vite, la jalousie de Claudia la pousse à interférer dans leur relation afin de les faire rompre, mais prise de remords, elle rétablit les choses rapidement. De son côté, Caroline arrive à temps au cimetière et empêche son fils Tom de commettre l'irréparable avec François. Elle raconte alors à son fils comment elle avait été exfiltrée par la police afin de la protéger elle et ses enfants d'un contrat sur leurs têtes. L'avocate avait en effet découvert les effets cancérigènes d'un produit, et le puissant groupe industriel voulait faire en sorte d'étouffer l'affaire. C'est en Argentine que Caroline devait retrouver Tom et Iannis, mais piégée, elle s'est retrouvée emprisonnée pour trafic de drogue. |    |                    |                          |                                                   |                       |
| 2 | 2  | Trauma             | Adeline Darraux          | Mathieu Gleizes                                   | 2 mars 2013           |
| Zacharie, qui vit depuis huit ans avec sa femme Mélanie, a quitté le monde de la musique et opté pour un travail plus stable, afin d'offrir la sécurité financière au bébé qu'il aimerait avoir avec Mélanie. Mais Zach se sent à l'étroit dans cette situation et il replonge avec joie dans le rap le temps d'un show-case au Saint-Tropez, sous les encouragements de Clara, sa meilleure amie. Cette dernière lui avoue même tomber amoureuse de lui, mais après un baiser, Zach regrette et préfère rejoindre Mélanie. Bien qu'il retrouve cette dernière, Zach apprend que ses égarements lui ont coûté son travail. De son côté, Caroline a beaucoup de mal à s'adapter à sa nouvelle liberté et à son retour à Saint-Tropez. Elle pense qu'il est préférable de quitter la ville avec ses fils afin de se reconstruire. Mais Tom la persuade de rester et la pousse à reprendre son activité d'avocate. Au même moment, un homme l'approche : il s'appelle Victor et souhaite venger la mort de sa femme, décédée d'un cancer de la peau à la suite de l'utilisation des produits Evans, les mêmes produits que Caroline souhaitait dénoncer quatre ans auparavant et à cause desquels elle avait dû être exfiltrée. Elle accepte de reprendre l'enquête, à condition que son fils Tom ne soit pas mis au courant. |    |                    |                          |                                                   |                       |
| 3 | 3  | Destins croisés    | Lionel Smila             | Brigitte Leclef & Eugénie Dard                    | 9 mars 2013           |
| Caroline et Victor poursuivent leur enquête sur les produits cosmétiques cancérigènes Evans. Pourtant, François rend visite à la jeune femme et lui conseille d'abandonner le dossier, pour le bien de tous. Pendant ce temps, Tom quitte son emploi de serveur afin de suivre un stage dans un cabinet d'avocat, dans le cadre de ses études de droit. Il assiste Hélène Duval, qui ne semble pas insensible à ses charmes. Tom partage sa joie d'avoir décroché ce stage avec sa mère et sa tante, mais Caroline reste sceptique. Du coup, elle jalouse la relation qui unie son fils et Emilie, qui elle encourage Tom dans son entreprise. Caroline entreprend même de racheter ses parts dans le bar, qu'Emilie avait racheté à Tom et Iannis. Réalisant ensuite sa méchanceté, notamment grâce à Victor, Caroline fait marche arrière et discute avec sa sœur. Elle avoue aussi à Tom avoir rouvert le dossier Evans. Mais dans leur dos, François et Hélène complotent, s'avérant être de mèche contre Caroline. |    |                    |                          |                                                   |                       |
| 4 | 4  | Retrouvailles      | Lionel Smila             | Nassim Ben Allal                                  | 16 mars 2013          |
| Un homme se présente face à Roxanne : il s'appelle Anthony. C'est son père et ils ne se sont pas vus depuis des années. Ancien trapéziste dans un cirque, il a tout perdu et subsiste désormais à ses besoins grâce à une baraque à frites. Vincent, le chorégraphe et petit-ami de Roxanne, l'aide dans cette épreuve. Claudia espère pouvoir profiter de cette défaillance de Roxanne pour retrouver le devant de la scène au cabaret. Mais soutenue par son amie Lisa, Roxanne parvient à surmonter ses angoisses pour le show et pour apprendre à connaitre son père. De son côté, Valentine a refait sa vie avec Sébastien et ils dirigent ensemble une agence de wedding-planning. C'est donc le choc lorsque Jeff, le fils de Sébastien, leur annonce son homosexualité et son pacs futur avec Olivier. Sébastien, qui ne peut accepter la nouvelle, se démène pour tenter de remettre son fils dans ce qu'il croit être "le droit chemin". Béatrice, la mère d'Olivier, l'aide à réaliser que l'important, c'est le bonheur de son fils. |    |                    |                          |                                                   |                       |
| 5 | 5  | Premières pistes   | Adeline Darraux          | Adeline Blondieau, Patrick Delmas & Soline Delmas | 23 mars 2013          |
| Caroline et Victor retrouvent la trace de Céline, l'ancienne maîtresse de Peretti, le flic qui avait permis l'exfiltration de Caroline. Ils décident de passer quelques jours dans la maison d'hôtes que Céline et son mari tiennent à la campagne afin de poursuivre leur enquête. Des souvenirs encore trop difficiles pour Céline la conduisent à repousser Caroline dans un premier temps. Mais elle finit par lui remettre un téléphone portable, seul vestige de sa relation avec Peretti. Il contient un message vocal qui conduit Victor et Caroline sur la fausse tombe de cette dernière. Là, ils retrouvent le dossier monté à l'époque par Caroline et repris ensuite par Peretti. Après avoir lutté contre leurs sentiments naissants, et face à l'espoir de faire enfin tomber les responsables de l'affaire Evans, Caroline et Victor finissent pas s'embrasser. De son côté, Roxanne pousse Lisa, qui se cherche avec les hommes, dans les bras d'Eliott, au cours d'une soirée organisée chez Grégory. Mais le jeune homme se sert en fait de Lisa afin d'approcher Roxanne. Trompée, Lisa raconte cette déception à son amie, qui décide de se rapprocher d'Eliott pour mieux se jouer de lui et ainsi venger son amie. |    |                    |                          |                                                   |                       |
| 6 | 6  | Incertitudes       | Adeline Darraux          | Stéphanie Joalland                                | 30 mars 2013          |
| Depuis leur baiser échangé, Zach et Clara ne se sont plus parlés. Mais les deux amis d'enfance se revoient alors que Zach effectue des extras au Saint-Tropez le temps de retrouver un emploi, chose que Mélanie le presse de faire. Ses sentiments étant trop forts, il se décide finalement à vivre son amour pour Clara. Mais alors qu'il s'apprête à rompre avec Mélanie, celle-ci lui apprend qu'elle est enceinte. Plus tard, elle aperçoit Zach et Clara ensemble à la plage et comprend tout. Elle décide alors de partir au Canada pour élever son futur enfant auprès de sa famille. Mais face au risque de tout perdre, Zach se ravise et la convainc de rester. Dans le même temps, Roxanne fait plus ample connaissance avec Greg, qui propose de la présenter à des personnalités importantes dans le milieu de la danse et du showbiz. Vincent le vit très mal et lui interdit de le revoir. Il raconte à Roxanne comment Greg était parti avec la caisse d'une discothèque qu'ils géraient à deux cinq ans auparavant, en plus d'avoir détourné des fonds. Malgré cela, lorsque Vincent presse Roxanne de prendre un appartement ensemble, la jeune-femme se sent emprisonnée et préfère quitter Vincent et le cabaret, dans le but de poursuivre ses rêves de carrière. Elle rejoint Grégory, qui réfute les accusations de Vincent, et s'installe chez lui. |    |                    |                          |                                                   |                       |
| 7 | 7  | La disparition     | Lionel Smila             | Patrick Delmas, Soline Delmas & Xavier Vaire      | 6 avril 2013          |
| Caroline et Victor sont sur le point de remettre le dossier Evans à la justice. Tom les surprend d'ailleurs en train de s'embrasser, et cela ne plait guère au jeune homme. Il confie son ressentiment à Hélène, qui apprend par la-même que le dossier a été retrouvé. Antoine pénètre alors dans la maison de Caroline en pleine nuit et vole le dossier. Au petit matin, Caroline panique mais rejette l'idée de Tom selon laquelle Victor est peut-être à l'origine de cette disparition. Tout en se rapprochant d'Hélène au point de coucher avec elle, Tom enquête avec sa patronne sur Victor et ils découvrent que ce dernier est un journaliste utilisant un pseudonyme. De son vrai nom Frédéric Guilmet, il rédige en fait un livre sur le scandale Evans et souhaite constituer un dossier judiciaire solide pour contrer un éventuel procès en diffamation après la parution de son ouvrage. Tom s'empresse de révéler la vérité à sa mère et part récupérer le dossier auprès de Victor. À la suite d'un mauvais geste, Tom se blesse à la lèvre et porte plainte en exagérant les faits sur les conseils d'Hélène, ce qui conduit à l'arrestation de Victor pour tentative de meurtre. En revanche, le dossier n'est pas retrouvé à son domicile. Hélène, qui s'est prise au jeu avec Tom et commence à éprouver des sentiments pour lui, finit par brûler le dossier. |    |                    |                          |                                                   |                       |
| 8 | 8  | Mal de mères       | Lionel Smila             | Patrick Bancarel & Nathalie Jeanselle             | 13 avril 2013         |
| Lisa est de plus en plus mal dans sa peau car elle ne parvient pas à trouver l'amour. Son amie Roxanne l'aide à se relooker et lui conseille d'être plus directe avec les hommes. Elle jette alors son dévolu sur Jonathan, le copain de sa mère, qui la complimente sur sa nouvelle apparence à la demande d’Émilie. Lisa prétend ensuite avoir couché avec Jonathan, ce qui ne tarde pas à venir aux oreilles de Caroline et Émilie. Furieuse, cette dernière se retourne contre son compagnon, qui ne comprend pas comment la jeune femme peut croire à cette histoire. Finalement, Lisa avoue la vérité et explique qu'elle souhaitait attirer l'attention sur elle à force de ne pas se sentir jolie. Parallèlement, Sébastien ne supporte plus la vie qu'il mène avec Valentine. Cette dernière s'implique énormément dans leur agence de wedding planning et n'hésite pas à surfacturer leurs clients afin d'augmenter leurs marges. Las de cette vie centrée sur l'argent, Sébastien tombe sous le charme de Béatrice. Cette dernière ne souhaite pas briser son ménage avec Valentine, mais se laisse finalement embrasser. Sébastien annonce alors à Valentine qu'il la quitte. |    |                    |                          |                                                   |                       |
| 9 | 9  | Escorts            | Adeline Darraux          | Eugénie Dard                                      | 20 avril 2013         |
| Toujours avide de nouvelles expériences, Lisa demande à Claudia de l'emmener dans les soirées branchées de la côte, mais son amie la met en garde contre certaines personnes présentes dans ce milieu. La jeune fille se laisse pourtant prendre au jeu de la séduction et se fait passer pour une femme facile. Deux hommes finissent par la faire boire et s'apprêtent à abuser d'elle, mais Claudia arrive à temps pour les en empêcher. Elle fait promettre à Lisa de se concentrer sur ses études et de ne plus jouer aux escorts. Dans le même temps, Caroline apprend que Tom a menti à la police afin de faire arrêter Victor. Ce dernier revient d'ailleurs à la charge et tente de s'expliquer auprès de Caroline. Elle réalise alors que son fils a voulu la venger en faisant payer Victor pour la disparition du dossier Evans. Pourtant, le journaliste affirme qu'il n'a jamais pris ce dossier. Soutenue par Émilie, Caroline décide d'abandonner son enquête voyant que son fils a perdu le sens de la justice à cause de cette affaire. Elle rencontre également Hélène afin de comprendre ce qui est passé par la tête de Tom. L'avocate se garde bien de lui révéler son rôle dans la manipulation de son fils, et appelle François pour lui annoncer que Caroline abandonne le dossier. Elle lui soutient qu'elle n'a plus besoin de Tom désormais, mais invente tout de même un prétexte pour pouvoir passer la nuit avec son jeune amant. |    |                    |                          |                                                   |                       |
| 10 | 10 | Les mensonges      | Pierre-François Brodin   | Patrick Delmas, Soline Delmas & Xavier Vaire      | 27 avril 2013         |
| Tom poursuit sa relation avec Hélène mais souffre beaucoup de la distance que met entre eux l'avocate. Caroline se rend compte que son fils est malheureux et tente d'en savoir plus mais elle se heurte au mutisme de Tom. Ce dernier finit par poser un ultimatum à Hélène qui, amoureuse, décide de quitter François, ce qui ne manque par d'enrager ce dernier. Il lui promet d'ailleurs de se venger et de la faire tomber en révélant le dossier Evans. Par ailleurs, Caroline surprend Tom et Hélène ensemble et comprend enfin qui est la femme qui fait tourner la tête de son fils. Elle ne lui cache d'ailleurs pas ses doutes quant à la sincérité de la jeune femme. Parallèlement, Zacharie attend avec impatience l'arrivée de son futur enfant. Mélanie, elle, a du mal à supporter que Zach veuille reprendre contact avec Clara, bien qu'il lui assure la considérer désormais uniquement comme sa petite sœur. Mélanie décide de se confronter à Clara et se rend au "Saint-Tropez" afin de lui demander de garder ses distances. Les insultes fusent et Clara pousse violemment Mélanie au sol. Prise de remords, Clara accompagne Mélanie à l'hôpital où elle se rend compte que cette dernière n'est pas enceinte. Mélanie lui demande de ne rien dire à Zach, mais le jeune homme finit par apprendre la vérité en parlant directement au médecin. Dépité, il quitte Mélanie sur le champ et rejoint Clara à la plage où les deux amis renouent. Zach demande alors à Clara de l'épouser et de lui faire un enfant. |    |                    |                          |                                                   |                       |
| 11 | 11 | À domicile         | Adeline Darraux          | Adeline Blondieau                                 | 04 mai 2013           |
| Sébastien demande le divorce à Valentine afin de vivre pleinement sa relation avec Béatrice. Il propose de se séparer à l'amiable mais Valentine, vexée, ne l'entend pas ainsi. Toujours amoureuse de son mari, elle sombre lentement dans la folie en inventant de toutes pièces un mensonge afin de faire croire à Jeff et Béatrice que Sébastien et elle se sont remis ensemble. L'échec de ce premier stratagème la pousse ensuite à droguer Sébastien et à le retenir prisonnier chez elle, menotté au lit. Après avoir fait l'amour avec lui sous l'emprise de la drogue, elle remet sa robe de mariage et revit leur cérémonie, jusqu'à ce que Sébastien lui fasse comprendre qu'il n'est plus amoureux d'elle. Elle décide alors de le libérer et de signer les papiers du divorce. Sébastien la laisse seule dans sa villa, à mi-chemin entre dépression et folie. De son côté, Émilie décide d'héberger chez elle Anthony dont la caravane et les affaires ont brûlé, mais elle oublie d'en informer Jonathan, si bien que ce dernier est stupéfait de retrouver chez lui Anthony à moitié nu. Méfiant, Sébastien accepte à regret la décision de sa femme et en profite pour se servir d'Anthony comme homme à tout faire. Restés seuls à la maison, Émilie et Anthony tombent sous le charme de l'un et l'autre et finissent par faire l'amour. Compte tenu de la situation, Anthony préfère quitter la maison lorsqu'Émilie lui demande d'oublier cette aventure sans lendemain et de faire comme si rien ne s'était passé. Pourtant, lorsque Jonathan rentre le soir, un froid s'est installé entre Émilie et ce dernier. |    |                    |                          |                                                   |                       |
| 12 | 12 | Révélations        | Pierre-François Brodin   | Nassim Ben Allal                                  | 11 mai 2013           |
| Depuis sa rupture avec Vincent, Roxanne est hébergée par Greg qui lui propose un nouveau contrat avec une discothèque de la ville. Très enthousiaste, la jeune fille passe le casting et est embauchée sur le champ par le patron. Mais Greg voit d'un mauvais œil la relation entre ce dernier et sa petite-amie, et l'alcool aidant, il finit par l'insulter et se montrer violent. En plein spectacle, il lui ordonne même de quitter la scène, ce qui vaut à la jeune fille de perdre son contrat. Perdue face au comportement excessif de Greg, Roxanne retourne voir Vincent mais ce dernier la rejette. Plus tard, Greg s'excuse mais Roxanne décide de prendre un nouveau manager. Parallèlement, Hélène et Tom poursuivent leur relation, au grand dam de Caroline qui craint que son fils ne souffre tôt ou tard. François, toujours jaloux, menace à nouveau Hélène de révéler son identité à Caroline. Il contacte d'ailleurs cette dernière, mais il est renversé par une voiture peu avant leur rendez-vous. Caroline se rend à l'hôpital et y aperçoit avec surprise Hélène. Elle décide d'en savoir plus en invitant Hélène et son fils à dîner puis en proposant de soulager Hélène d'un dossier. Mais lorsqu'elle fouille dans l'ordinateur d'Hélène, Tom la surprend et c'est le clash. Il décide d'aller s'installer chez sa patronne. Caroline, qui se demande pourquoi François voulait lui parler, retourne à son chevet. Ce dernier finit par se réveiller et lui annonce péniblement qu'Hélène Duval est la fille d'Evans. |    |                    |                          |                                                   |                       |
| 13 | 13 | Amour et déraison  | Adeline Darraux          | Julie Manoukian                                   | 18 mai 2013           |
| Émilie éprouve toujours des sentiments pour Anthony malgré la décision qu'elle a prise de ne pas poursuivre leur aventure. C'est pour cela qu'elle l'aide à se reloger en lui trouvant un local sur une plage. Dans le même temps, Jonathan la soutient dans les difficultés financières que traverse le bar, et notamment le cabaret. Mais ses nouvelles idées pour attirer les clients ne correspondent pas à la vision d’Émilie, qui retourne auprès d'Anthony après que sa sœur Caroline lui ait conseillé de suivre son cœur. Elle décide alors de quitter Jonathan. Sébastien de son côté assiste impuissant à la descente aux enfers de Valentine, qui depuis leur divorce est aux prises de TOC et d'angoisses. Face au refus de la jeune femme d'admettre sa dépression, il la force à consulter un médecin qui confirme les craintes de son ex-mari. Ce dernier se voit dans l'obligation de passer du temps avec Valentine afin que sa phobie sociale disparaisse. Béatrice ne comprend pas pourquoi Sébastien tient absolument à aider Valentine, si bien qu'elle lui pose un ultimatum. Mais son compagnon choisit de ne pas abandonner Valentine et retourne la soutenir. |    |                    |                          |                                                   |                       |
| 14 | 14 | Amours dangereuses | Pierre-François Brodin   | Stéphanie Joalland                                | 25 mai 2013           |
| Caroline persévère dans ses accusations contre Hélène et tente d'apporter des preuves à son fils. Elle finit même par agresser l'avocate qui s'en sert afin de convaincre Tom que sa mère est psychologiquement instable. Voyant que son amant est dans le doute, Hélène se rend chez Caroline et l'endort, puis simule une tentative de suicide en prenant soin d'envoyer un message à Tom en se faisant passer pour Caroline. Conduite à l'hôpital, cette dernière est diagnostiquée comme souffrante d'hallucinations, et Tom n'a d'autres choix que de la faire interner, ce qui réjouit Hélène. Parallèlement, Roxanne souffre de ne décrocher aucune audition. Greg lui propose à nouveau ses services de manager mais sa jalousie et excès de violence rejaillissent aussitôt. La jeune femme appelle Vincent au secours mais Greg fait barrage. Après une gifle de trop, Roxanne a le courage de quitter Greg et de suivre Vincent. Greg s'excuse auprès des deux et promet de suivre une cure de désintoxication. |    |                    |                          |                                                   |                       |
| 15 | 15 | The voice          | Adeline Darraux          | Mathieu Gleizes                                   | 01 juin 2013          |
| Lisa ne va plus en cours depuis plusieurs semaines et rêve de chanson. Aussi lorsque Anthony découvre la vérité, il l'encourage à en parler à sa mère. Lisa s'exécute mais se heurte au refus catégorique d’Émilie. Cette dernière la somme de terminer ses études afin d'assurer son avenir. Elle se laisse pourtant convaincre par Anthony d'écouter Lisa, mais c'est un échec. Alors qu’Émilie lance un nouveau spectacle dans l'espoir de sauver le cabaret de la faillite, Anthony prépare Lisa pour un tour de chant qui enflamme les spectateurs. Devant un tel plébiscite, Émilie accepte finalement les rêves artistiques de sa fille. De son côté, Sébastien est toujours aux côtés de Valentine et tente de la guérir de ses obsessions. Lorsqu'une cliente, Jeanne, se présente pour l'organisation du mariage de son fils et commence à flirter avec Sébastien, Valentine devient jalouse et commence à dépasser ses limites. Voyant l'effet produit sur son ex-femme, Sébastien rentre dans ce petit jeu afin de pousser Valentine dans ses derniers retranchements et de la débarrasser de ses angoisses. Ayant retrouvé la paix intérieur, Valentine remercie Sébastien pour son aide et lui redonne sa liberté. Mais ce dernier lui avoue qu'il l'aime toujours et qu'il ne veut pas s'en aller. |    |                    |                          |                                                   |                       |
| 16 | 16 | La bague au doigt  | Pierre - Francois Brodin | Patrick Bancarel, Patrick Delmas & Soline Delmas  | 08 juin 2013          |
| Le mariage de Zach et de Clara est plus qu'incertain... En effet Clara pense que Zach n'est plus aussi amoureux qu'avant. Elle s'en ouvre à Greg. Celui-ci tente de l'aider. Clara, tente de rendre jaloux Zach, en passant du temps avec un certain Julien. Mais Clara finira par lui avouer la vérité et Zach lui prouvera son amour. Ils finissent par célébrer leur union. Clara est accompagnée par Greg à l'autel. Caroline s'échappe de l'hâpital psychiatrique où elle été internée, et se rend chez Victor. En apprenant la nouvelle Tom a un accident de scooter et se retrouve l'hôpital où il finira par être opéré. Caroline se rend, chez Hélène et tente de la tuer. Caroline risque-t-elle réellement de basculer dans la folie ? |    |                    |                          |                                                   |                       |

### Saison 2 (2014)
| № | #  | Titre                      | Réalisé par      | Écrit par | Date de 1re diffusion |
| --- | -- | -------------------------- | ---------------- | --------- | --------------------- |
| 17 | 1  | L'homme qui m'a perdue     |                  |           | 2 février 2014        |
| Caroline veut comprendre pourquoi Peretti est encore vivant et ment sur son identité. Elle tente de convaincre sa sœur Émilie qu'Anthony est un menteur mais cette dernière finit par découvrir la vérité puis se met dans un excès de colère. Sylvain revient d’Afghanistan mais les retrouvailles avec son demi-frère Greg ne se déroulent pas dans la bonne humeur. |    |                            |                  |           |                       |
| 18 | 2  | Ma sœur, la tueuse         |                  |           | 9 février 2014        |
| Axelle, la nouvelle gérante du Saint-Tropez et Émilie découvrent, horrifiées, le corps inanimé d'un homme gisant sur le sable c'est celui d'Anthony alias Charles Peretti. Mathias intervient sur la scène de crime : l'homme s'est pris une balle en plein cœur. Mathias interroge Émilie, Axelle, Caroline et Roxanne. Les premiers soupçons se portent sur Caroline : bien que Victor fournisse un alibi à la femme qu'il aime, l'arme du crime est retrouvée chez elle. Mathias la place en garde à vue. Mais le témoignage de Roxanne ouvre une nouvelle piste. Et l'arme du crime s'avère être celui d'Émilie ...                                                         |    |                            |                  |           |                       |
| 19 | 3  | La mentaliste              | Lionel Slima     |           | 16 février 2014       |
| A l'hôpital, lorsque Valentine se réveille après son accident de voiture, elle réalise qu'elle peut entendre ce que pensent les gens. Quand Sébastien vient la voir, elle devine ses pensées. Rien ne va plus entre eux au point que Sébastien se rapproche d'Axelle. |    |                            |                  |           |                       |
| 20 | 4  | La première nuit           | Adeline Darraux  |           | 23 février 2014       |
| Depuis la mort de son père, Roxanne est au plus mal. Léo, un ami proche de Lisa, décide de l'aider à évacuer sa déprime. Il tente de lui changer les idées en lui parlant de sujets légers, et notamment des meilleures techniques de drague. Roxanne accepte de tester les nouveaux conseils de Léo sur un richissime client du cabaret, Alexandre. Les relations entre Greg et Sylvain se détériorent de jour en jour pour une histoire d'héritage. |    |                            |                  |           |                       |
| 21 | 5  | Une affaire de robe        | Lionel Slima     |           | 2 mars 2014           |
| Forte de son nouveau don, Valentine l'utilise à tout va : pour aider son médecin à déclarer sa flamme à une infirmière, ou encore pour faire comprendre à un couple de futurs mariés qu'ils ne s'aiment pas vraiment. Sébastien a de plus en plus de mal à comprendre le comportement étrange de sa femme. Du côté de l'enquête, Hélène Evans est interrogée à propos du meurtre, Tom récupère des enregistrements du cousin de sa voisine et sur ceux-ci le soir du meurtre, on peut apercevoir une femme de dos qui ressemble étrangement à Caroline ... |    |                            |                  |           |                       |
| 22 | 6  | Méprises                   | Adeline Darraux  |           | 9 mars 2014           |
| Greg, qui a mis en place un nouveau show pour le cabaret, entreprend de coacher Claudia pour que tout soit parfait. Mais c'est sans compter sur Sylvain, qui entraîne Claudia dans des soirées alcoolisées à répétition. Plus les jours passent, et plus Claudia est épuisée, ce qui n'arrange pas les rapports entre les deux frères. Lors de la première représentation, Claudia chute violemment, Sylvain et Greg l'emmènent à l'hôpital mais Claudia de son lit apprend que Sylvain la quitte. Roxanne de son côté est tiraillée entre Léo et Alexandre même si ce dernier a appris de la part de Lisa que Roxanne n'est pas celle qu'elle prétend être.                    |    |                            |                  |           |                       |
| 23 | 7  | Escroqueries sentimentales | Lionel Slima     |           | 16 mars 2014          |
| Alexandre présente Roxanne à sa mère, mais la rencontre se passe mal. Lorsqu'ils vont voir Valentine pour organiser les fiançailles, celle-ci entend le fond de la pensée de la mère d'Alexandre. Elle entreprend de l'aider à briser ce mariage. A force de discussion avec Alexandre, Valentine parvient à le faire douter et il décide de repousser les fiançailles. Dans le même temps, Émilie pourrait être disculpée pour le meurtre de Peretti. |    |                            |                  |           |                       |
| 24 | 8  | L'amour pour cible         | Adeline Barreau  |           | 22 mars 2014          |
| Émilie est libérée de prison, au grand soulagement pour Caroline, mais l'identité du meurtrier de Peretti reste inconnue. Caroline rompt avec Victor. Mathias a pris ce dernier en grippe et trouve un élément qui le rend suspect. Mais il fait tomber l'alibi de Caroline le soir du meurtre : il prétend avoir menti pour la couvrir. En parallèle, Tom reçoit une offre de stage dans un des meilleurs cabinets de New York et Axelle a une discussion en prison avec Hélène Evans. |    |                            |                  |           |                       |
| 25 | 9  | L'amour dans le sang       | Bénédicte Delmas |           | 29 mars 2014          |
| Caroline sait maintenant qu'elle peut avoir confiance en Mathias et s'abandonne dans un amour passionnel et réciproque, ce qui déplaît à Victor son ex qui espère la reconquérir et pour cela va mener l'enquête sur le meurtre de Peretti pour montrer qu'il est meilleur que Mathias. Au parloir, Hélène apprend les vraies circonstances de la mort de son père de la bouche d'Axelle. Marc Evans n'est pas mort d'une crise cardiaque, il a été poussé au suicide. Il se savait menacé et a perdu pied. Hélène doit donner une interview à Victor et elle avait prévu de s'excuser mais Axelle la persuade du contraire. Victor se rapproche de la vérité et Axelle le tue. |    |                            |                  |           |                       |
| 26 | 10 | Soupçons                   |                  |           | 5 avril 2014          |
| Caroline a écouté le message de Victor. Elle se rend chez lui et le découvre mort gisant dans une mare de sang. Elle appelle immédiatement Mathias mais il doit mentir aux autres policiers pour la protéger car elle redevient la suspect numéro 1 dans l'affaire Peretti. Pendant ce temps, Valentine a dû mal à résister au charme de son nouveau prétendant. |    |                            |                  |           |                       |
| 27 | 11 | Espoirs                    |                  |           | 12 avril 2014         |
| Depuis l'accident de Claudia, Greg lui rend chaque jour visite à l'hôpital contrairement à Sylvain qui a fui ses responsabilités au moment où celle qui l'aimait avait le plus besoin de lui. Greg est déterminé à retrouver Sylvain, il le retrouve dans une bergerie et Sylvain lui raconte son passé en Afghanistan et il l'avoue que ce qui arrive à Claudia est en partie sa faute tout comme le décès du jeune homme avec qui il a sympathisé pendant la guerre. En parallèle, Clara commence sa carrière dans la médecine et Léo s'avérera être son plus grand soutien que ce soit au niveau personnel et professionnel.                                                 |    |                            |                  |           |                       |
| 28 | 12 | L'impasse                  |                  |           | 19 avril 2014         |
| À la suite de l'interrogatoire de Caroline, Simeoni est persuadé qu'elle est coupable du meurtre de Victor. De son côté, Mathias fait tout pour la protéger, quitte à mentir à son supérieur, Vallejo. Clara rompt avec Zach. |    |                            |                  |           |                       |
| 29 | 13 | Femmes sous influence      |                  |           | 26 avril 2014         |
| Émilie tente de faire le deuil de la mort d'Anthony mais son passage en prison l'a mise au plus mal. A bout de nerfs, elle n'est plus capable d'avoir goût à la vie. C'est alors qu'Axelle entre en action : elle fait tout pour réconforter Émilie, se rapprocher d'elle dans le but de l'éloigner de ses proches et surtout de Caroline qui selon elle, est la cause de tous ses maux. Valentine a le cœur qui balance entre Sébastien, son mari depuis 3 ans et Arnaud avec qui, elle a une relation fusionnelle mais plus tard, on apprend qu'Arnaud est un escroc qui a détourné des fonds.                                                                                |    |                            |                  |           |                       |
| 30 | 14 | Vertiges                   |                  |           | 3 mai 2014            |
| Axelle révèle son plan à Hélène au parloir de la prison : elle compte en finir avec Caroline en l'empoisonnant. Dès le lendemain, Axelle met son plan à exécution et Caroline a des sensations étranges, des vertiges. Elle en parle à Lisa, qui est venue la voir. Celle-ci lui conseille de consulter un médecin mais Caroline ne veut rien entendre mais plus tard, elle s'effondre et Mathias la sauve de la crise cardiaque. |    |                            |                  |           |                       |
| 31 | 15 | Retrouvailles              |                  |           | 10 mai 2014           |
| Clara et Léo décident de devenir amis et de ne pas aller plus loin dans leur relation, Léo a donc le champ libre pour conquérir Roxanne. Entre-temps, l'enquête avance et une certaine Marianne Simon éveille les soupçons jusqu'à ce que Caroline en déduit qu'il s'agit d'Axelle. La tueuse est activement recherchée. |    |                            |                  |           |                       |
| 32 | 16 | Course contre la mort      | Bénédicte Delmas |           | 17 mai 2014           |
| La police qui est à la recherche d'Axelle assure la surveillance des routes et des aéroports pour la retrouver mais sans résultat. Mathias fait pression sur Hélène Evans pour qu'elle lui dise tout ce qu'elle sait sur Axelle. Celle-ci de son côté torture Caroline et veut la faire mourir de la même façon que son ancien amant. La police retrouve Axelle, celle-ci se tire une balle sur elle-même, elle est désormais dans le coma alors que l'on croît que la sérénité est revenue à Saint-Tropez, Mathias reçoit une balle et Lisa, Émilie et Caroline paniquent. |    |                            |                  |           |                       |